# 髙橋彩 (アナウンサー)
- 高橋彩
- 高𣘺彩

髙𣘺 彩（たかはし あや、1990年2月23日 - ）は、セント・フォース所属のフリーアナウンサーで、元NHK新潟放送局契約キャスター。

## 人物
千葉県船橋市出身。東京家政大学家政学部家政学科卒業。
2011年トヨタエンタプライズ入社。2012年から「トヨタアムラックスミレル」として活動し、2014年からはMEGAWEBでカーライフコーディネーターを務めた。
2016年4月から2020年3月までNHK新潟放送局へ契約キャスターとして活躍した。昼前の情報番組の『お昼はじょんのび暮らし情報便』を1年間、平日夕方のローカルニュース番組の『新潟ニュース610』を3年間務めた。
2020年4月からTBSスパークルに移籍しフリーアナウンサーとして活動。2020年3月30日から2025年3月7日まではNHK BS1→NHK総合で『キャッチ!世界のトップニュース』のサブキャスターを担当していた。
2025年4月、セント・フォースに移籍。

## 出演番組

### 過去

#### NHK新潟放送局契約キャスター時代
- 新潟ニュース610 - キャスター・リポーター
- お昼はじょんのびくらし情報便 - キャスター
- 金よう夜きらっと新潟 - ナレーター
- 新潟女子解体新書 - MC
- にいがたゆうどきラジオ - MC

#### TBSスパークル時代
- 国際報道2021 （NHK BS1）- キャスター代行
- Nスタ （TBSテレビ）- リポーター
- キャッチ!世界のトップニュース（2020年度 - 2024年度、NHK BS1→NHK総合） - サブキャスター[4]